# موزه طراحی تری‌یناله
موزهٔ طراحی تری‌یناله (به ایتالیایی: Triennale Design Museum) یا به اختصار (تی‌دی‌ام - TDM)؛ موزه‌ای است که در میلان و در داخل کاخ هنر در خیابان آلمانیا، شمارهٔ ۶ واقع شده است. این موزه در سال ۲۰۰۷ میلادی توسط تری‌یناله دی میلانو برای تقویت، حفظ، نمایش و توضیح طراحی ایتالیایی با اشیاء، افراد، شرکت‌ها، اطلاعات تاریخی، مفاهیم و ایده‌هایی تأسیس شد که ایتالیا را به یک نقطهٔ مرجع جهانی در طراحی صنعتی تبدیل کرده‌اند.
این موزه به صورت دوره‌ای یک بار در سال تجدید می‌شود و در سال ۲۰۱۳ میلادی به ششمین دورهٔ خود رسید، نمایشگاه‌ها هر ساله به موضوعات جدید، حتی بسیار متفاوت از یکدیگر می‌پردازند، که باعث شده است تا به طرح تولید صنعتی از دیدگاه‌های مختلف پرداخته شود. به‌طور مثال دورهٔ ۲۰۱۲ میلادی کاملاً به گرافیک ایتالیایی اختصاص داشت. این اولین موزهٔ ایتالیایی است که به طراحی اختصاص یافته است و یکی از مهم‌ترین موزه‌های جهان است.
در سال ۲۰۲۲ میلادی، ۶۶۱/۲۳۴ بازدیدکننده داشت که آن را به یکی از پربازدیدترین موزه‌های ایتالیا تبدیل کرد.

## زمینه
موزه به‌طور رسمی در ۶ دسامبر ۲۰۰۷ میلادی به روی عموم باز شد، اما کار بر روی ساخت آن در سال ۲۰۰۴ میلادی آغاز شد و شاهد بازسازی کامل بال خمیده در طبقهٔ اول بود که از راه‌پلهٔ مرکزی کاخ هنر قابل دسترسی است؛ فضای انتخاب شده برای حفظ هر منطقه از تری‌یناله با هویت مستقل خود بود. کارهای آماده‌سازی در سال ۲۰۰۷ میلادی بدون تأخیر و بدون وقفه در فعالیت‌های عادی تری‌یناله میلان به پایان رسید.
پروژهٔ موزهٔ ملی اختصاص داده شده به طراحی ایتالیایی با توافق میان تری‌یناله دی میلانو و وزارت میراث و فعالیت‌های فرهنگی، منطقهٔ لُمباردی، استان میلان، شهرداری میلان و اتاق بازرگانی میلان به نتیجه رسید. همچنین آسولومباردا، نمایشگاه میلان (فیرا میلانو)، دانشگاه پلی‌تکنیک میلان، انجمن طراحی صنعتی، دانشگاه آزاد زبان و ارتباطات ای‌اوال‌ام، آنفیا، کوزمیت شرکت کردند.

## پروژهٔ فضای موزه
پروژهٔ نهایی در سال ۲۰۰۳ میلادی تصویب شد و قبل از آن بازسازی فضاهای عمومی در طبقهٔ همکف انجام شد. کارهای واقعی برای ایجاد فضای در نظر گرفته شده برای موزهٔ طراحی (نام اولیهٔ پیشنهادی برای TDM) در سال ۲۰۰۴ میلادی آغاز شد: ابتدا کتابخانهٔ پروژه، آرشیو تاریخی و مرکز اسناد ایجاد شد؛ و متعاقب آن با بازسازی محوطهٔ نمایشگاه ادامه دادند.
پروژهٔ معماری، بازسازی ساختمان، و چیدمان و کارهای اقتباسی موزه توسط معمار میکله د لوکی انجام شده است. همزمان با ساخت محوطهٔ نمایشگاه و فضاهای مرتبط، طراحی و نصب پل دسترسی به ورودی انجام شد: همچنین طراحی آن توسط میکله د لوکی انجام و توسط استودیو فاورو و مهندسی میلان ساخته شد.
این پل که از خیزران، فولاد و شیشه ساخته شده است، دهلیز مرکزی بزرگ ساختمان در طبقهٔ اول را با ورودی موزه متشکل از یک ویترین بزرگ که در آن کل اتاق مرکزی خود موزه به وضوح قابل مشاهده است به هم متصل می‌کند، به منظور ارتقای خود موزه و جلب توجه عمومی. برای ایجاد موزه، تری‌یناله دی میلانو از تجربهٔ آندره‌آ برانتسی استفاده کرد و سیلوانا آنیکیاریکو را به عنوان مدیر و مسئول موزه منصوب کرد، که همچنین متصدی مجموعهٔ دائمی طراحی ایتالیایی در تری‌یناله دی میلانو بود. تمام فضاهای نمایشگاهی تری‌یناله با استانداردهای بین‌المللی موزه از جمله تهویهٔ مطبوع تالار افتخار تطبیق داده شده است.

## مفهوم نمایشگاه
این موزه با هدف نمایش طراحی ایتالیایی، نه تنها از منظر فنی، برنامه‌ریزی و زیبایی‌شناختی بلکه با تجزیه و تحلیل بافت تاریخی، اجتماعی و بخش انسانی که آن را تشکیل می‌دهد، ایجاد شده است. در کنار این محصولات، افراد، شرکت‌ها و ارزش‌هایی که سبک ایتالیایی را در جهان بزرگ کرده‌اند نیز ارائه می‌شود. چیدمان‌ها همیشه با پیام‌های طراحان و اطلاعاتی در مورد آن‌ها یا تاریخچهٔ شرکت که اغلب بر کل منطقهٔ جغرافیایی اطراف آن تأثیر گذاشته است، همراه است.
این موزه همچنین مستقیماً از برخی موزه‌های شرکتی، مجموعه‌های عمومی و خصوصی مانند موزهٔ استودیوی آکیله کاستیلیونی نیز پشتیبانی و تبلیغ می‌کند؛ بنابراین هدف این نیست که اشیاء زیادی را در یک زمان به نمایش بگذارد، بلکه چند شئ را به‌طور عمیق مورد تجزیه و تحلیل قرار می‌دهد؛ به همین دلیل موزه هر سال تغییر می‌کند، با یک دورهٔ جدید که به موضوعی جدید و مفاهیمی جدید می‌پردازد.

## دوره‌ها

### یکم - هفت وسواس طراحی ایتالیایی
به سرپرستی آندره‌آ برانتسی در پروژهٔ صحنه‌نگاری ایتالو روتا با پیتر گرینوی، وسواس‌های تکرار شوندهٔ طراحی ایتالیایی را زیر سؤال برد و ریشه‌ها و خاستگاه‌های آن را در دوران مدرنیتهٔ قرن بیستم دوباره کشف کرد. هفت وسواس طراحی ایتالیایی روی صحنه بود: از تئاتری به تجمل، از پویایی به معنویت، از دموکراسی به راحتی و سادگی.

### دوم - سری و غیر سری
به سرپرستی آندره‌آ برانتسی و اجرای آنتونیو چیتریو، رابطهٔ دوجانبهٔ ثمربخش بین تولید انبوه و اشیاء منحصر به فرد یا محصولات غیر سری، بین طراحی و تولید، خلاقیت و صنعت را بررسی کرد.

### سوم - چه چیزهایی هستیم
به سرپرستی الساندرو مندینی و اجرای پیر شارپن، در عوض مرزهای متعارف طراحی سنتی را گسترش داد و بازنگری اساسی در مفهوم طراحی را پیشنهاد کرد. منتخبی از حدود هشتصد اثر از طراحان بزرگ، هنرمندان و طراحان جوان که با اشیاء ناشناس و غیرمنتظره وارد گفتگو می‌شوند.

### چهارم - کارخانهٔ رؤیاها

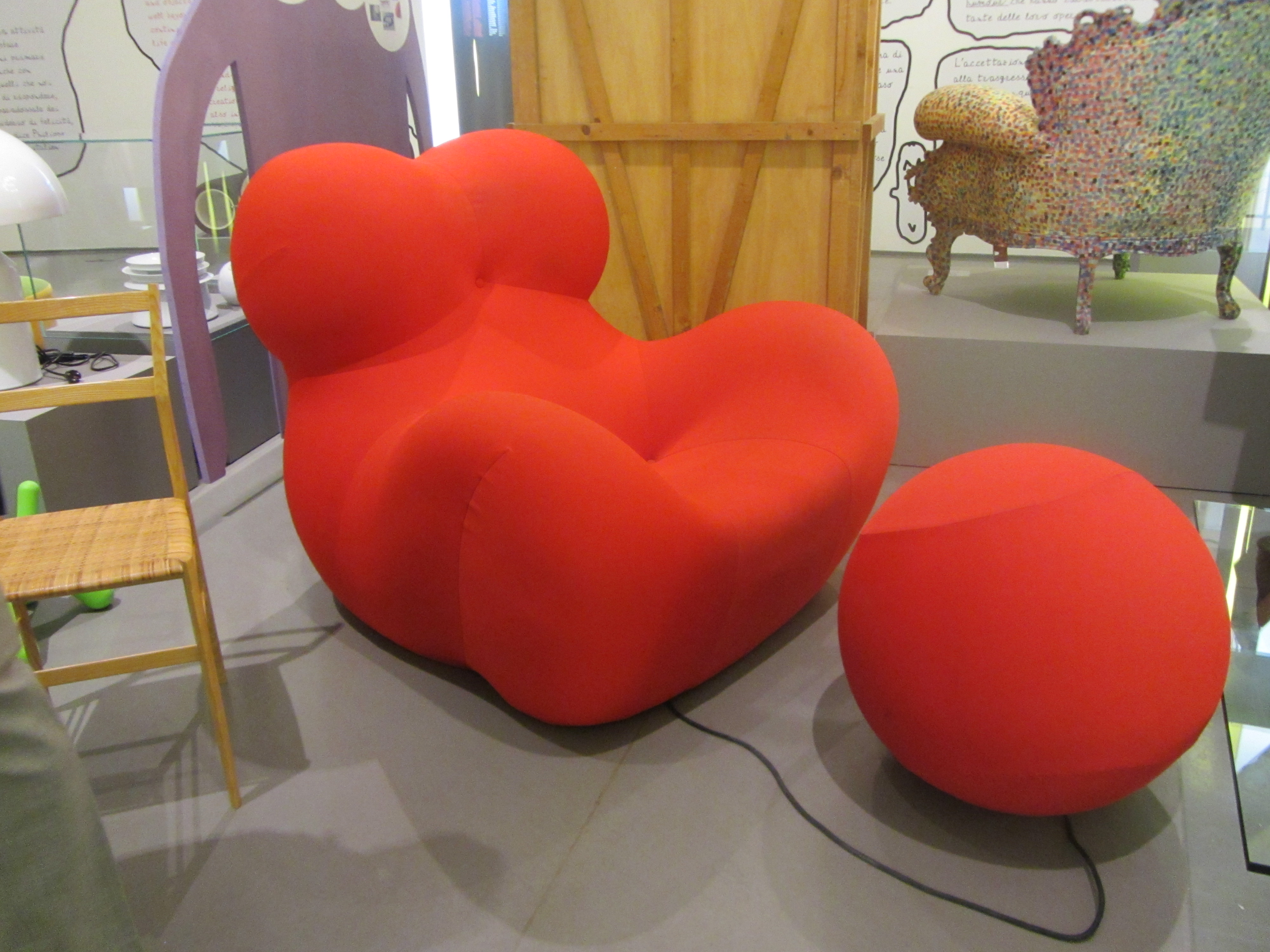
آثار به نمایش گذاشته شدهٔ موزه در طول دورهٔ «کارخانهٔ رؤیاها»: در مرکز اوپی۵ و اوپی۶ اثر گائتانو پشه، در سمت چپ سوپرلجرا اثر جو پونتی.

به سرپرستی آلبرتو آلسی و اجرای مارتی گیشه، تاریخ طراحی ایتالیایی را بازنگری کرد و بیش از هر چیز به نقش کارآفرینان، یعنی آن «کاپیتان‌های شجاع» که تأیید طراحی ایتالیایی در جهان را ممکن و ملموس ساختند، ارج نهاد.

### پنجم - تی‌دی‌ام۵: گرافیک ایتالیایی
به سرپرستی ماریو پیاتسا، جورجو کاموفو، کارلو وینتی و با طراحی نمایشگاهی توسط فابیو نومبره، هدف آن بررسی تاریخچهٔ گرافیک است، رشته‌ای که همیشه جزئی و فرعی در نظر گرفته شده است تا استقلال واقعی خود را به آن بازگرداند.

### ششم - سندرم تاثیرپذیری
دوره‌ای که توسط پیرلوئیجی نیکولین سرپرستی شد و توسط استودیو چری و همکاران طراحی و راه‌اندازی گردید؛ تا ظرفیت جذب، کنجکاوی و تمایل طراحی ایتالیایی برای تعامل با زبان‌ها و فرهنگ‌های دیگر برای شروع پروژه‌های جدید و پیشرفت‌های جدید را نشان دهد. این نسخه در سه بخش تنظیم و با روایت‌های متنی و تصویری مشخص شد.

### هفتم - طراحی ایتالیایی فراتر از بحران‌ها
موزه، با این دوره که توسط بپه فینسی سرپرستی شد، دههٔ ۱۹۳۰ میلادی را با پرداختن به طراحی صنعتی از نقطه نظری که در سال‌های بعد کمتر مورد توجه قرار گرفت بررسی نمود. در میان اشیاء به نمایش گذاشته شده، خود-تولید و خودکفایی در جایی ظاهر می‌شوند که طراحی از عملکرد و نبوغ برای برآورده کردن متفاوت‌ترین نیازها استفاده می‌کند. اینستالیشن طراحی شده توسط فیلیپه نیگرو همراه با طراحی گرافیکی ایتالو لوپی باعث می‌شود که بازدیدکننده تاریخ را تجربه کند و طراحی معاصر را بهتر درک کند و طراحی آینده را تصور کند. این نمایشگاه مرگ کامل خود-تولید و شخصی‌سازی را تحلیل می‌کند و آن را بین دهه‌های ۱۹۳۰، ۱۹۷۰ و ۲۰۰۰ میلادی زنده می‌کند.

### هشتم - آشپزخانه‌ها و ربایندگان‌اجساد
به مناسبت اکسپو ۲۰۱۵ میلان، هشتمین دوره به سرپرستی جرمانو چلانت با همکاری سیلوانا آنیکیاریکو و با طراحی نمایشگاه توسط ایتالو روتا برگزار شد. این دوره با الهام از کتاب علمی-تخیلی هجوم ربایندگان‌اجساد نوشتهٔ جک فینی در سال ۱۹۵۵ میلادی و فیلمی به همین نام و بر اساس رمان به کارگردانی دان سیگل ساخته شده است. در داستان، بیگانگان از مهاجمان به توطئه‌گرانی تبدیل می‌شوند که می‌توانند خود را تبدیل کنند و در میان ساکنان زمین جا بزنند، با انسان‌ها مخلوط شوند و شکل آن‌ها را به خود بگیرند. به صورت مشابه و تمثیلی، آشپزخانه‌ها و ربایندگان‌اجساد نیز می‌خواهد داستان تبدیل آهسته اما غیرقابل اجتناب ظروف آشپزخانه را به ماشین‌ها و دستگاه‌های خودکار بیان کند.